# クレマンソー級航空母艦
クレマンソー級航空母艦（クレマンソーきゅうこうくうぼかん、フランス語: porte-avions de la classe Clemenceau）は、フランス海軍が運用していた航空母艦の艦級。
アメリカ国外初の攻撃型空母として、またフランス初の国産新造空母として2隻が建造され、1960年代初頭より就役した。老朽化に伴い、2000年までにフランス海軍からは退役したが、2番艦はブラジルが購入し、ブラジル海軍で「サン・パウロ」として2017年まで運用された。

## 来歴
フランス海軍はノルマンディー級戦艦を改装した「ベアルン」の運用経験を経て、1938年には初の新造空母として「ジョッフル」の建造に着手したが、ナチス・ドイツのフランス侵攻を受けて未完に終わった。また「ベアルン」も既に陳腐化・老朽化が進んでおり、1945年には輸送艦に転用された。
その後、自由フランス海軍は1945年4月にアヴェンジャー級護衛空母「ディクスミュード」、続いて1946年4月にはコロッサス級軽空母「アローマンシュ」を取得して、艦隊航空戦力の再整備に着手した。インドシナ戦争が勃発すると、これら2隻は早速実戦投入された。これはフランス空母の初実戦だったが、貴重な洋上航空基地として活躍したこともあって、戦争の終結までに、政府はこれらの艦の価値を認識するに至った。
1947年には、国産空母としてPA 28計画が承認された。これはイギリス海軍が大戦中に建造した軽空母と同規模（満載排水量20,000トン・全長230メートル）だったが、「ジョッフル」と同様に艦型の割に大型で左舷側に寄せられた格納庫を備えることになっており、1番艦の艦名は「クレマンソー」と予定されていた。しかし空母の軍事的価値についての見解が確立されていなかったこともあり、1950年にキャンセルされた。
同年には、アメリカ合衆国の相互防衛援助計画 (MDAP) に基づき、国産空母の就役までのつなぎとしてインディペンデンス級軽空母「ラファイエット」の取得が決定し、1953年には同型艦「ボア・ベロー」も加わった。これと並行して国産空母の計画も再度進められており、これはPA 54計画として結実して、1953年および1955年に各1隻の建造が認可された。これによって建造されたのが本級である。なお、先述の通り「ジョッフル」は未成艦となったため、フランス海軍では本級が初の新造空母となった。

## 設計
計画基準排水量は22,000トン、全長は845フィート (258 m)で、同世代の英米の空母（エセックス級やセントー級「ハーミーズ」）と比して排水量に対する全長が長くなっており、飛行甲板面積を確保しやすくなっている。飛行甲板が強度甲板とされており、45 mmの装甲が施されている。また機関部などの枢要区画には、更に30～50 mmの装甲が施されている。なお「クレマンソー」の就役後に復原性の不足が判明したことから、同艦は水線部中央にバルジを装着する改修工事を受け、当時建造中だった「フォッシュ」は当初からこれを装着して竣工した。
主機関はボイラー6缶および蒸気タービンを用いて2軸の推進器を駆動している。この規模の艦で2軸推進としているのは前例がなく、1軸あたり63,000馬力という出力は、アメリカ海軍の超大型空母（スーパー・キャリアー）を除けば最大級である。ボイラーの蒸気性状は、圧力45 kgf/cm2 (640 lbf/in2)、温度450℃であった。
なお、遮熱、防音のための内装材として、艦内には大量のアスベストが使用されていた。設計された1960年代には発癌性など人体への影響は問題視されていなかったが、2000年代に1番艦「クレマンソー」を解体する際に処理の問題が顕在化し、2番艦「サンパウロ」の解体が困難になる影響が生じた。

## 能力

### 航空運用機能

#### 発着艦設備
飛行甲板は全長257メートルを確保している。皮肉にも建造が遅延したことで、戦後の新発明であるアングルド・デッキを無理なく導入することができた。艦首甲板は93メートル×28メートル、艦首尾線に対して8度の開角を付されたアングルド・デッキは165.5メートル×29.5メートルの面積となっている。
アングルド・デッキと同様、蒸気カタパルトも当初から導入できた。採用されたのはイギリス製のミッチェル・ブラウンBS5型で、艦首甲板とアングルド・デッキに1基ずつ装備された。このカタパルトは全長52メートル、15～20トンの航空機を110ノットまで加速できた。
なお飛行甲板には、識別記号として、「クレマンソー」では"U"、「フォッシュ」では"F"と描かれていた。

#### 格納・補給
格納庫は長さ180メートル×幅22～24メートル×高さ7メートルである。1990年代の標準的な搭載機は下記の通りであった。
- シュペルエタンダール艦上攻撃機×18機
- エタンダールIV P偵察機×4機
- F-8E(FN)クルセイダー艦上戦闘機×8機
- アリゼ対潜哨戒機×7機
- AS.365Nヘリコプター×2機以上

艦上戦闘機としては、当初はアキロンを搭載していたが、1963年にアメリカ合衆国からクルセイダーを購入したことから、1966年に所定の改装を行って順次に搭載した。1988年には「フォッシュ」でアメリカ海軍のF/A-18戦闘攻撃機の運用試験が行われたが、導入は実現しなかった。クルセイダーは1990年代にF-8EP仕様にアップデートされたのち、1999年10月に運用を終了した。
艦上攻撃機は、就役当初はエタンダールIVであったが、1970年代末よりシュペルエタンダールに更新された。同機は、1986年からの近代化改修によって核弾頭搭載のASMP巡航ミサイルの運用能力が付与され、これにあわせて本級もカタパルトや弾薬庫を改修して、核攻撃能力を持つこととなった。ブラジル海軍での搭載機は、AF-1 ファルカンと各種ヘリコプターである。
飛行甲板とハンガーを連絡するエレベータは、艦首甲板後端部とアイランド後方に1基ずつ設けられており、前部エレベータは17メートル×13メートル、後部エレベータは16メートル×11メートルの大きさである。耐荷重はいずれも当初は15トン、後に20トンに強化された。
なお航空燃料としては、「クレマンソー」ではジェット燃料1,200 m3、航空用ガソリン400 m3を、また「フォッシュ」ではジェット燃料1,800 m3、航空用ガソリン109 m3を搭載できる。

### 個艦防御機能
新造時には、前後両舷のスポンソンにMle.53 100mm単装砲を2基ずつの計8基搭載していた。その後、「クレマンソー」は1985年、「フォッシュ」は1987年にそれぞれ改装を受けて、右舷前部および左舷後部の砲を撤去し、それぞれクロタル短SAMの8連装発射機に換装された。この発射機はFCSと一体になっており、またその下の弾庫を含めて、ミサイル18発を搭載する。
「フォッシュ」がブラジルに売却される際に、100mm単装砲とクロタル発射機は撤去された。ミストラル発射機については撤去されたか残置されたか定かでない。ブラジルでは2010年に「サン・パウロ（旧フォッシュ）」のオーバーホールを行い、このときにミストラルの2連装簡易発射機シンバッドが3基搭載された（仮にサドラルが残置されていたとするとこの際に撤去されている）。

## 同型艦
| #    | 艦名                    | 建造                   | 起工            | 就役            | 退役            | その後                                                                                      |
| ---- | ----------------------- | ---------------------- | --------------- | --------------- | --------------- | ------------------------------------------------------------------------------------------- |
| R 98 | クレマンソー Clemenceau | ブレスト造兵廠         | 1955年 11月     | 1961年 11月22日 | 1997年 10月1日  | 2011年解体                                                                                  |
| R 99 | フォッシュ Foch         | アトランティーク造船所 | 1957年 11月15日 | 1963年 7月15日  | 2000年 11月15日 | 退役後、ブラジル海軍に売却。 「サン・パウロ」として再就役後、2017年に退役。2023年2月3日自沈 |

## 登場作品

### 映画
『クリムゾン・タイド』
「フォッシュ」が登場。冒頭にて、地中海で警戒活動を行っており、その艦上からリポーターが、ロシア国内で起きた反乱についてレポートする。
『頭上の脅威』
「クレマンソー」が登場。作中の主な舞台となっており、未確認飛行物体と遭遇する。フランス海軍全面協力の下、撮影には実物とエタンダールIVをはじめとする艦載機が使用されている。

### 小説
『レッド・ストーム作戦発動』
「フォッシュ」が登場。アメリカ海軍と共同で空母機動部隊を編成し、アメリカ海軍の戦闘機部隊が誘い出された隙の空襲に対して個艦奮戦するも、撃沈される。